# Église Saint-Maurice d'Amiens
L'église Saint-Maurice d'Amiens est une église située à Amiens, dans le département de la Somme, plus précisément dans le faubourg Saint-Maurice, quartier ouvrier du nord-ouest de la ville.

## Historique
François-Auguste Cheussey dressa les plans de cette église, en 1837, pour une nouvelle église située dans le faubourg Saint-Maurice, quartier ouvrier d'Amiens. La construction de l'édifice fut achevée en 1841. En 1924, Pierre Ansart, architecte décorateur, réalisa le décor intérieur de l'église.

## Caractéristiques

### Extérieur
De style néoclassique, l'église, à trois nefs de quatre travées, a été construite en brique et couverte d'ardoises. L'édifice de plan rectangulaire se termine par une abside en hémicycle. 
La façade est percée d'un portail encadré d'une sorte de pilastre en pierre de chaque côté avec au-dessus d'une baie en demi-cercle. Un fronton triangulaire en pierre surmonte le tout.
De chaque côté de la façade, une niche abrite une statue. Au-dessus du fronton triangulaire, se dresse un clocher de forme parallélépipédique surmonté d'une croix et d'un coq.

### Intérieur
La nef est couverte d'une fausse voûte en berceau recouverte d'un enduit imitant la pierre de taille. La charpente a été consolidée par des tirants métalliques. Des arcades retombant sur des colonnes évasées séparent les bas-côtés de la nef centrale. Celle-ci est éclairée indirectement par les baies cintrées des bas-côtés.
Le chevet est orné d'un décor de fresque de style art déco, inspiré de l'art roman représentant le calvaire et de gauche à droite les saints :Firmin d'Amiens, Jean-Baptiste, entourant le Christ au centre, la Vierge Marie et Jean l'Evangéliste et enfin Maurice d'Agaune et Martin de Tours. Le maître-autel est décoré de mosaïque. Cette fresque et cette mosaïque ont été réalisées par Pierre Ansart et Jean Gaudin.